# Ghindeni
Ghindeni è un comune della Romania di 1 802 abitanti, ubicato nel distretto di Dolj, nella regione storica dell'Oltenia.